# Harland and Wolff

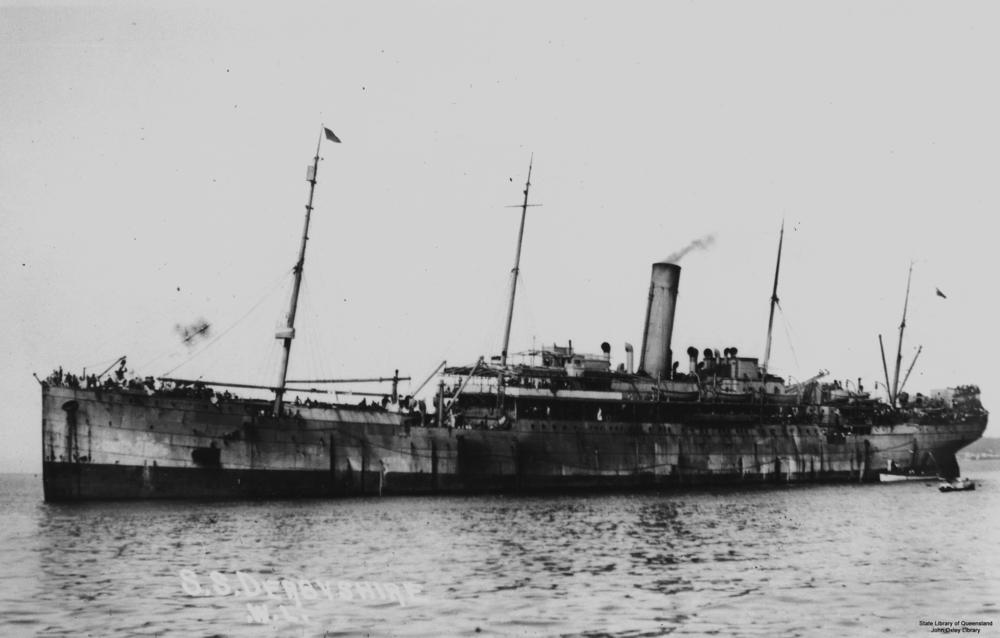
Vrachtschip SS Derbyshire van de Bibby Line werd in 1897 gebouwd door Harland & Wolff

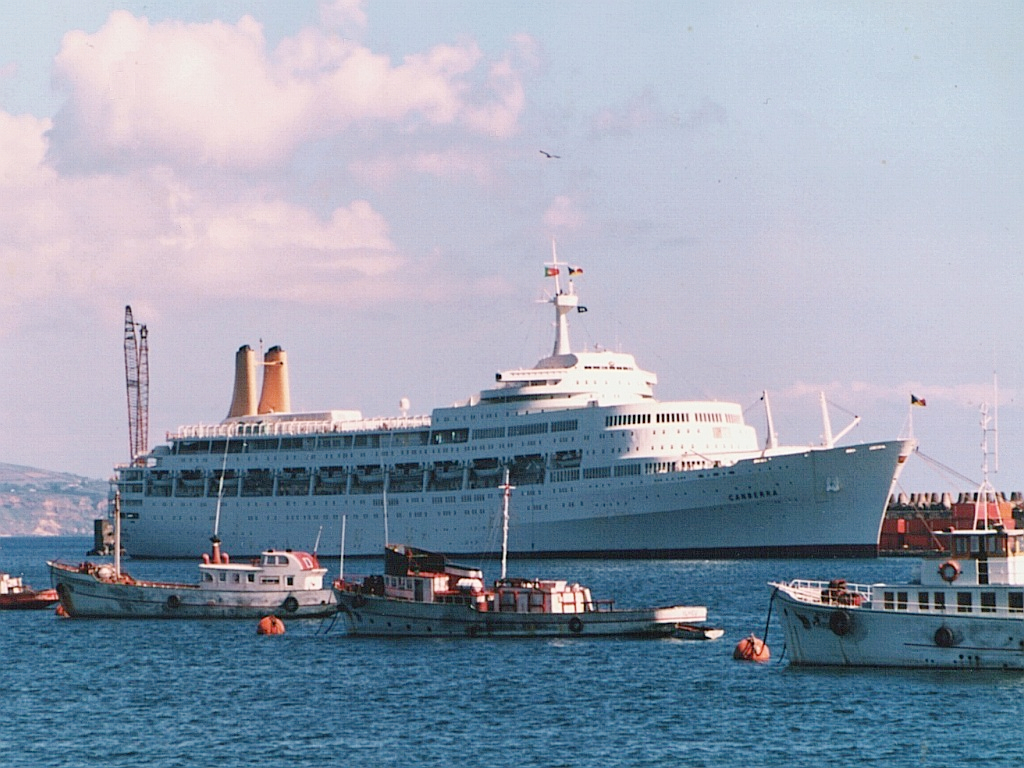
SS Canberra in 1984

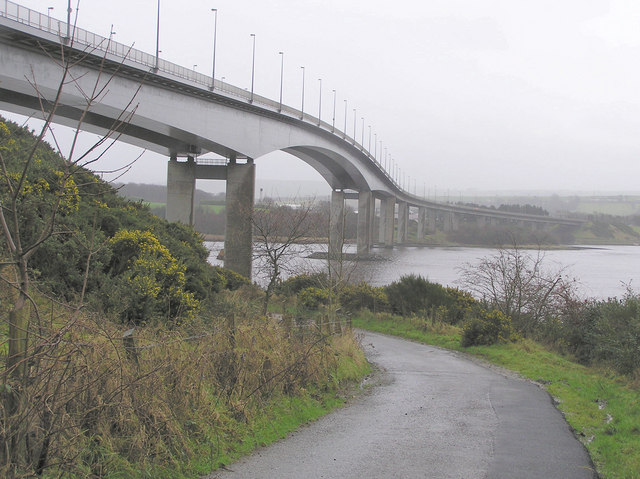
De Foylebrug in Derry

Harland and Wolff is een Brits scheepsbouwconcern in Belfast, Noord-Ierland. Het bedrijf was vermaard als scheepswerf waar vele passagiers- en oorlogsschepen voor de thuismarkt van stapel liepen, maar is thans vooral actief als ontwerpbureau en reparatiewerf.

## Geschiedenis
Harland and Wolff werd opgericht in 1861 door Edward James Harland (1831-1895) en Gustav Wilhelm Wolff (1834-1913). Wolff was geboren in Hamburg, maar woonde sinds zijn 14e in het Verenigd Koninkrijk. Harland kocht de kleine scheepswerf op Queen's Island, waar hij in 1858 werkzaam was als algemeen directeur voor Robert Hickson. Wolff kwam er in 1861 bij. Hij was betrokken bij de Bibby Line en snel volgden de eerste schepen voor deze rederij. Andere Britse en buitenlandse maatschappijen zoals de Hamburg Amerika Line en de Holland America Line bestelden ook schepen.
In 1868 nam Thomas Ismay de White Star Line over. Hij werd benaderd door Gustav Christian Schwabe, een prominente koopman uit Liverpool en neef van Gustav Wilhelm Wolff. Schwabe was bereid alle nieuwe schepen van Ismay te financieren mits ze werden gebouwd door Harland and Wolff. Ismay stemde hiermee in met een decennia lange relatie tussen de rederij en scheepswerf tot gevolg. De eerste order kwam op 30 juli 1869. Harland and Wolff bouwde de schepen tegen kostprijs plus een winstopslag.
Rond 1900 was de werf de grootste ter wereld met zo’n 9000 werknemers en produceerde circa 100.000 ton aan schepen per jaar. In 1908 kreeg de werf van White Star Line de bouwopdracht voor twee schepen ter waarde van £3 miljoen. De kiel van de Olympic werd eind 1908 gelegd en die van de Titanic volgde in maart 1909. Tussen de 3000 en 4000 werknemers van de werf werkten aan de Titanic, dit was ongeveer een kwart van het totale personeelsbestand.
Kort voor het uitbreken van de Eerste Wereldoorlog werd een werf in Glasgow in gebruik genomen. De Burmeister & Wain Oil Engine Company aldaar werd ook overgenomen bij het begin van de oorlog en dit stimuleerde de introductie van dieselmotoren in de scheepbouw. Het bouwde in de oorlog monitors en kruisers voor de Britse marine. De werf in Belfast werd sterk uitgebreid voor de bouw van standaardschepen om de Britse verliezen aan scheepsruimte als gevolg van Duitse duikbootaanvallen te compenseren. Verder beschikte Harland and Wolff over scheeps- en machinewerkplaatsen in Liverpool en Southampton.
In 1936 richtte de werf met vliegtuigbouwer Short Brothers een bedrijf op voor de productie van vliegtuigen voor het leger, Short & Harland Limited. De eerste order was voor 189 Handley Page Hereford bommenwerpers gebouwd in licentie van Handley Page voor de Royal Air Force. Voor de Tweede Wereldoorlog uitbrak maakte het 50 Bristol Bombays en in de oorlog produceerde het ook Short Stirling bommenwerpers.
Tijdens de oorlog kreeg de werf veel schepen ter reparatie aangeboden. Pas in de tweede helft van de oorlog werden ook marineschepen gebouwd. De werf maakte zes vliegdekschepen, twee kruisers, waaronder HMS Belfast, en ruim 100 andere oorlogsbodems. In deze periode had de werf 35.000 werknemers. De werf werd in april en mei 1941 gebombardeerd door de vliegtuigen van de Luftwaffe met aanzienlijke schade tot gevolg. 
Na de oorlog liepen de activiteiten op de werf terug. De komst van grote vliegtuigen maakten grote schepen voor het vervoer van passagiers minder attractief. Het laatste passagiersschip, de SS Canberra, werd in 1961 geleverd aan Peninsular and Oriental Steam Navigation Company (P&O). Vanaf medio jaren zestig kreeg de werf overheidssteun en subsidies om de werkgelegenheid te behouden. In 1970 nam Harland and Wolff het toentertijd grootste gegraven droogdok ter wereld (Belfast Building Dock, 556 x 93 meter) in gebruik. Twee grote portaalkranen genaamd Goliath en Samson met de letters "H & W" erop kwamen in 1969 en 1974 in gebruik en beheersten sindsdien zodanig het stadsbeeld dat ze in 1995 tot monument werden verklaard. De kranen hebben een hefvermogen van 840 ton. Ondanks deze modernisering werd de werf in 1977 genationaliseerd.
Vanaf eind jaren tachtig ging het bergafwaarts met het bedrijf. In 1989 kwam de werf weer in private handen. Personeelsleden, het management van de werf en de Noorse scheepsmagnaat Fred Olsen namen de werf over. De werf telde toen nog slechts 3000 medewerkers. Nieuwbouw van schepen kwam nauwelijks meer voor en om de werf draaiende te houden lag de nadruk op het onderhoud en grote reparaties van schepen. Later werden de activiteiten uitgebreid met staalconstructies voor bruggen en offshore windparken. De werf had in 2013 minder dan 200 vaste werknemers in dienst. 
In 1989 verplaatste de directie het hoofdkantoor van het oorspronkelijke terrein op Queen's Island en kwam een deel van de enorme terreinen in aanmerking voor hergebruik. Onder de naam Titanic Quarter begint men hier langzaam met de ontwikkeling van kantoren en appartementen.
In 2019 kwam Harland and Wolff in zware financiële problemen. De Noorse eigenaren besloten geen geld meer in de werf te stoppen en het ging ten onder. Er kwam een nieuwe eigenaar, Infrastrata, een klein energiebedrijf met weinig ervaring in de scheepsbouw. In 2022 veranderde Infrastrata de naam in Harland and Wolff. In 2022 won het een contract van de Britse marine. Team Resolute, bestaande uit Navantia, Harland and Wolff en BMT, kreeg de opdracht voor de bouw van drie bevoorradingsschepen ter waarde van 1,6 miljard pond. Ondanks deze opdracht bleef het bedrijf in de verliezen en in september 2024 stond het bedrijf, voor de tweede keer in vijf jaar, voor een faillissement. Alleen de holding is failliet, de diverse dochterbedrijven en werven zoals in Belfast en kleinere in Appledore in Engeland en Methil en Arnish in Schotland, kunnen nog door.
In december 2024 werd bekend dat Harland & Wolff wordt overgenomen door het Spaanse staatsbedrijf Navantia. Met deze transactie blijven ongeveer 1000 banen behouden in Ierland, Schotland en Engeland. Navantia telt zo'n 4000 werknemers en behaalde een jaaromzet van € 1,3 miljard.

## Schepen
Dit is een lijst van schepen die zijn gebouwd door Harland and Wolff:
- Alle schepen van de White Star Line (waarvan de RMS Titanic het bekendste is)

- Koopvaardijschepen
  - Mooltan, gereed op 15 februari 1923
  - Maloja, gereed op 19 april 1923
  - Minnewaska, eerste reis op 1 september 1923
  - Statendam (II) (Holland-Amerika Lijn), onafgebouwd gevorderd in 1916, gezonken in 1918
  - Minnehaha, gebouwd in 1900, gezonken in 1917
  - Lapland, gebouwd in 1908-1909
  - Titanic gebouwd in 1909-1912 gezonken op eerste reis, 1912
  - Belgenland, gebouwd in 1914-1923
  - Ibn Batouta', veerboot van Comanac, #1716, 1981

- Oorlogsschepen
  - HMS Erebus (I02)
  - HMS Terror (I03)
  - HMS Formidable (R67)
  - HMS Eagle (R05)
  - HMS Unicorn (I72)
  - HMS Glory (R62)
  - HMS Warrior (R31)
  - HMCS Magnificent (CVL 21)
  - HMCS Bonaventure (CVL 22)
  - HMS Centaur (R06)
  - HMS Bulwark (R08)
  - HMS Penelope (97)
  - HMS Belfast (C35)
  - HMS Black Prince (81)
  - HMCS Ontario (C53)

## Naslagwerk
- (en)  McCluskie, Tom The Rise and fall of Harland and Wolff. Uitgeverij: The History Press, 2013, ISBN 978 0 7524 9241 4